# Carlo Gambacorti-Passerini
Carlo Gambacorti-Passerini (Milano, 26 agosto 1957) è un ematologo e oncologo italiano, Professore di Medicina interna ed Ematologia presso l'Università degli Studi di Milano-Bicocca, ove dirige la Scuola di Specializzazione in Ematologia,  ed è responsabile dell'Unità Complessa di Ematologia dell'Ospedale S. Gerardo di Monza.
È stato direttore dell'unità "Geni e Proteine di Fusione" dell'Istituto Nazionale Tumori di Milano (1994-2004) e Professore di Oncologia ed Ematologia alla McGill University di Montréal, Canada (2004-2008).
Anche autore del libro “Tu sarai la prima - una corsa contro il tempo, una nuova terapia, un incontro eccezionale”, casa editrice “Ledizioni” pubblicato nel 2019.

## Attività
Il suo maggior contributo scientifico consiste nello sviluppo preclinico e clinico di imatinib (Glivec), un farmaco che ha migliorato la terapia di alcuni tumori umani, principalmente la leucemia mieloide cronica, e costituisce il modello per un significativo miglioramento degli approcci terapeutici in questo campo.
Nel 1997 pubblica il secondo lavoro al mondo sulla caratterizzazione biologica di imatinib. Dopo un lavoro del 1999 in cui si dimostra per la prima volta la possibilità di eradicare leucemie umane in vivo utilizzando imatinib, nel 2000 identifica il primo meccanismo molecolare (amplificazione genica di Bcr-Abl) responsabile dell'insorgenza di resistenza a imatinib. È l'ideatore del progetto ILTE (Imatinib Long Term Effects), il primo studio che ha dimostrato come i pazienti con Leucemia Mieloide Cronica (LMC) in remissione abbiano un'aspettativa di vita simile alla popolazione generale.
Nel 2006-2010 ha contribuito in maniera decisiva allo sviluppo di un altro farmaco per la terapia della LMC, il bosutinib.
È anche il primo ricercatore ad aver trattato con successo un paziente affetto da linfoma ALK+ con un inibitore di ALK (crizotinib) nel giugno del 2010.  Le vicende che portarono a questa scoperta sono raccontate in forma di romanzo nel libro "Tu sarai la prima".
Nel 2012 e 2015 ha identificato i geni SETBP1 e ETNK1 come due nuovi oncogeni, la cui mutazione caratterizza la Leucemia Mieloide Cronica atipica (aCML)..
Nel 2017 l'Ospedale San Gerardo è stato il primo in Italia ad introdurre imatinib generico.
Nel 2021 in una lettera al mensile Tempi ha avanzato, insieme a biologi molecolari e altri colleghi accademici, dubbi sulla sicurezza dei vaccini anti COVID-19 basati su tecnologia a RNA, mRNA e DNA, oltre alla mancanza di follow-up a lungo termine degli stessi.